# せち焼き
せち焼き（せちやき）は、溶き卵で焼きそばを固めた料理。せちそばとも呼ばれる。和歌山県御坊市のご当地グルメである。

## 歴史
御坊市のお好み焼き店「やました」の初代店主である山下夏子が、1960年頃に考案した。山下は当時の来店客から「焼きそばを卵でせちごうてくれ」という注文を受けた。「せちがう」は御坊弁で「無茶苦茶にする、いじめる」の意であるところ、山下はそのような注文にどう応えるべきか試行錯誤し、焼きそばを溶き卵でお好み焼き状に固めたものを提供した。これがせち焼きの始まりである。
2011年9月に「やました」が「せち焼き」を商標登録した。それにもかかわらず2012年頃から大阪府のお好み焼き店が「せち焼き」の提供を開始したため、商標権侵害を理由とする訴訟が提起されたが、2016年に和解が成立した。

## 特徴
キャベツや肉、魚介が入った焼きそばを作り、焼きそばの上から卵を割り入れ、かき混ぜ、卵が半熟になりある程度固まるまで火を通す。お好み焼き同様にソース、マヨネーズ、鰹節、青のりで調味して食するが、小麦粉は使われていないため、お好み焼きとは味・食感が異なる。食べている途中でも卵に火が通っていくため、半熟から固焼きに食感が変化していくのを楽しむことができる。